# Harry Ocampo
Harry Antonio Ocampo Morera (San José, 20 de noviembre de 1983) es un futbolista costarricense que juega como portero y actualmente milita en el Santos de la Primera División de Costa Rica.

## Clubes
| Club               | País       | Año               |
| ------------------ | ---------- | ----------------- |
| Municipal Liberia  | Costa Rica | 2009 - 2010       |
| Barrio México      | Costa Rica | 2010 - 2011       |
| Pérez Zeledón      | Costa Rica | 2011 - 2012       |
| Santos de Guapiles | Costa Rica | 2013 - Actualidad |